# Franco Grillini

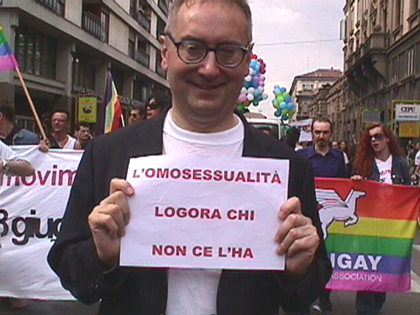
Padua, 2002

Franco Grillini (* 14. März 1955 in Pianoro) ist ein italienischer Politiker, Psychologe, Journalist und LGBT-Aktivist.

## Leben
Nach seiner Schulausbildung studierte Grillini und arbeitete nach der Universität als Psychologe und Journalist. In den 1970ern ging er in die Politik und schloss sich der italienischen Partei Partito di Unità Proletaria an. 1985 kandidierte Grillini für die Kommunistische Partei Italiens. Mit der Spaltung der Kommunistischen Partei Italiens schloss sich Grillini der Partei Partito Democratico della Sinistra (Democratic Party of the Left) an, aus der die Partei Democratici di Sinistra (Democrats of the Left) wurde.
2001 wurde Grillini für die Partei Democratici di Sinistra in das italienische Parlament als Abgeordneter gewählt und 2006 als Abgeordneter wiedergewählt. 2007 verließ Grillini seine Partei und schloss sich zunächst der Sinistra Democratica und dann dem Partito Socialista (heute: Partito Socialista Italiano) an. 1990, 1995 und 1999 war Grillini zuvor zur Regionalvertretung der Provinz Bologna gewählt worden.
Grillini gründete 1987 die Organisation LILA (Italian League Against Aids). 1997 gründete Grillini die Organisation LIFF (Italian Common Law Families League), die sich für die rechtliche Anerkennung homosexueller Paare einsetzt. Am 29. Mai 1998 eröffnete Grillini die erste italienische Presseagentur für 'schwule' Nachrichten: NOI (Italian Gay News), für die er seit vielen Jahren Artikel verfasst. Grillini ist seit 1998 Ehrenpräsident der LGBT-Organisation Arcigay, die er mitgegründet hatte und über mehrere Jahre als Vorsitzender von 1987 bis 1998 geleitet hatte.